# 子音階梯交替
子音階梯交替（しいんかいていこうたい、Consonant gradation）とは、子音変化の一つであり、子音がその階梯によって別の子音になる現象。ウラル語族（フィン語、エストニア語、北サーミ語、ガナサン語など）で典型的にみられる。フィン諸語に属すヴォート語は広範にわたる階梯パターンが存在することが知られている。これらの言語における子音階梯交替は、ウラル祖語の様々な再構のため推定されるかもしれないが、もはや純粋な音韻論ではない。この変化は「子音弱化」の一種であり、質的な交替(例： /k/ vs. /v/)であると同時に、量的な交替(例： /kː/ vs. /k/) である。
どのタイプの子音あるいは子音群が階梯交替を受けるかは、言語によって異なる。例えば北サーミ語には3つの異なる階梯（長さが異なる3つの階梯）が存在し、破裂音ならびに共鳴音（/l m n r/）がこの階梯に従って交替する。一方で、ほとんどのフィン諸語は、2つの階梯を有し、破裂音のみが階梯交替する。
借用語については、別の制約がある。例えば、フィン語において、借用語といくつかの人名は、量的に階梯を持つが、質的には持たない。よって、autoは*audon にはならず、autonのままである。（autonは「車の」の意）

## 概要
子音階梯交替とはウラル語言語学では、子音弱化あるいは強弱を伴う子音交替に関する、語内で起こる交替のあらゆる現象を指す。格変化や法の変化の際に接尾辞が付着することで起こる。
| 言語         | 交替 (強 : 弱)                     | 交替の音声特徴 (強 : 弱)             |
| ------------ | ---------------------------------- | ------------------------------------ |
| エストニア語 | sukk : suk-a /sukːː/ : /sukːɑ/     | 長短 overlong : long                 |
| フィン語     | sukka : suka-n /sukːɑ/ : /sukɑn/   | 長短 long : short                    |
| エストニア語 | ait : aid-a /ɑitː/ : /ɑid̥ɑ/        | 硬短 tense voiceless : lax voiceless |
| フィン語     | aita : aida-n /ɑitɑ/ : /ɑidɑn/     | 清濁 voiceless : voiced              |
| フィン語     | lampi : lamme-n /lɑmpi/ : /lamːen/ | 調音方法 stop : nasal                |
| カレリア語   | mušta : mušša-n /muʃtɑ/ : /muʃːɑn/ | 調音方法 stop : fricative            |
| フィン語     | kylki : kylje-n /kylki/ : /kyljen/ | 調音方法 stop : semivowel            |
| フィン語     | teko : teon /teko/ : /te.on/       | セグメントの有無 stop : zero         |

## 参考
- Helimski, Eugene 1998. Nganasan. In: Daniel Abondolo (ed.), The Uralic Languages, pp. 480–515. London / New York: Routledge.

## 関連
- 母音調和